# يوزيف ألبرت
يوزيف ألبرت (بالمجرية: Albert József)‏ هو لاعب كرة قدم ومدرب كرة قدم مجري، ولد في 7 مايو 1912 في المجر، وتوفي في 16 أبريل 1994 في بودابست في المجر. لعب مع Szegedi AK ‏.